# Hypercompe hebona
Hypercompe hebona är en fjärilsart som beskrevs av Paul Dognin 1891. Hypercompe hebona ingår i släktet Hypercompe och familjen björnspinnare. Inga underarter finns listade i Catalogue of Life.